# قله هلمت (جزیره لوینگستون)
قله هلمت قله ای آشکار است که به ارتفاع ۱٬۲۵۴ متر (۴٬۱۱۴ فوت) در خط‌الراس لوسکی، کوه‌های تانگرا در جزیره لیوینگستون در جزایر شتلند جنوبی، قطب جنوب درست در جنوب دهانه یخچال هیرون قرار دارد. از غرب به دره دونیا، از شمال شرقی به یخچال ایسکار و از جنوب شرقی به یخچال ماگورا محدود می‌شود و دارای دامنه‌های پرشتاب غربی و شرقی است. در طول دوره ۱۹۲۶–۱۹۳۲ توسط کارکنان تحقیقات دیسکاوری نامگذاری شد.

## محل
قله در (۶۲°۴۰′۱۱″ جنوبی ۶۰°۰۳′۱۵″ غربی / ۶۲٫۶۶۹۷۲°جنوبی ۶۰٫۰۵۴۱۷°غربی) واقع است که ۲٫۱۵ کیلومتری شمال شرقی قله سوزنی بزرگ، ۱٫۶۶ کیلومتری شرقی-جنوب شرقی قله توتراکان، ۱٫۳۹ کیلومتری جنوب قله اینتوییشن، ۱٫۱۷ کیلومتری غرب قله پلوودیو و ۲٫۸ کیلومتری شمال قله رادیچکوف قرار دارد.

## نقشه‌ها
- جزایر شتلند جنوبی نقشه توپوگرافی در مقیاس 1:200000. DOS 610 Sheet W ۶۲ ۶۰. تولوورث، بریتانیا، ۱۹۶۸.
- LL ایوانف و همکاران. قطب جنوب: جزیره لیوینگستون و جزیره گرینویچ، جزایر شتلند جنوبی. نقشه توپوگرافی در مقیاس ۱:۱۰۰۰۰۰. صوفیه: کمیسیون نام‌های مکان قطب جنوب بلغارستان، ۲۰۰۵.
- LL ایوانف. قطب جنوب: جزیره لیوینگستون و جزایر گرینویچ، رابرت، اسنو و اسمیت. نقشه توپوگرافی در مقیاس ۱:۱۲۰۰۰۰. ترویان: بنیاد مانفرد ورنر، ۲۰۱۰.شابک ‎۹۷۸-۹۵۴-۹۲۰۳۲-۹-۵ (نسخه اول ۲۰۰۹.شابک ‎۹۷۸-۹۵۴-۹۲۰۳۲-۶-۴شماره استاندارد بین‌المللی کتاب 978-954-92032-6-4)
- پایگاه داده دیجیتال قطب جنوب (ADD). مقیاس ۱:۲۵۰۰۰۰ نقشه توپوگرافی قطب جنوب. کمیته علمی تحقیقات قطب جنوب (SCAR). از سال ۱۹۹۳، به‌طور منظم به روز شده‌است.
- LL ایوانف. قطب جنوب: جزیره لیوینگستون و جزیره اسمیت. نقشه توپوگرافی در مقیاس ۱:۱۰۰۰۰۰. بنیاد مانفرد ورنر، ۲۰۱۷.شابک ‎۹۷۸-۶۱۹-۹۰۰۰۸-۳-۰شماره استاندارد بین‌المللی کتاب 978-619-90008-3-0

## گالری تصاویر

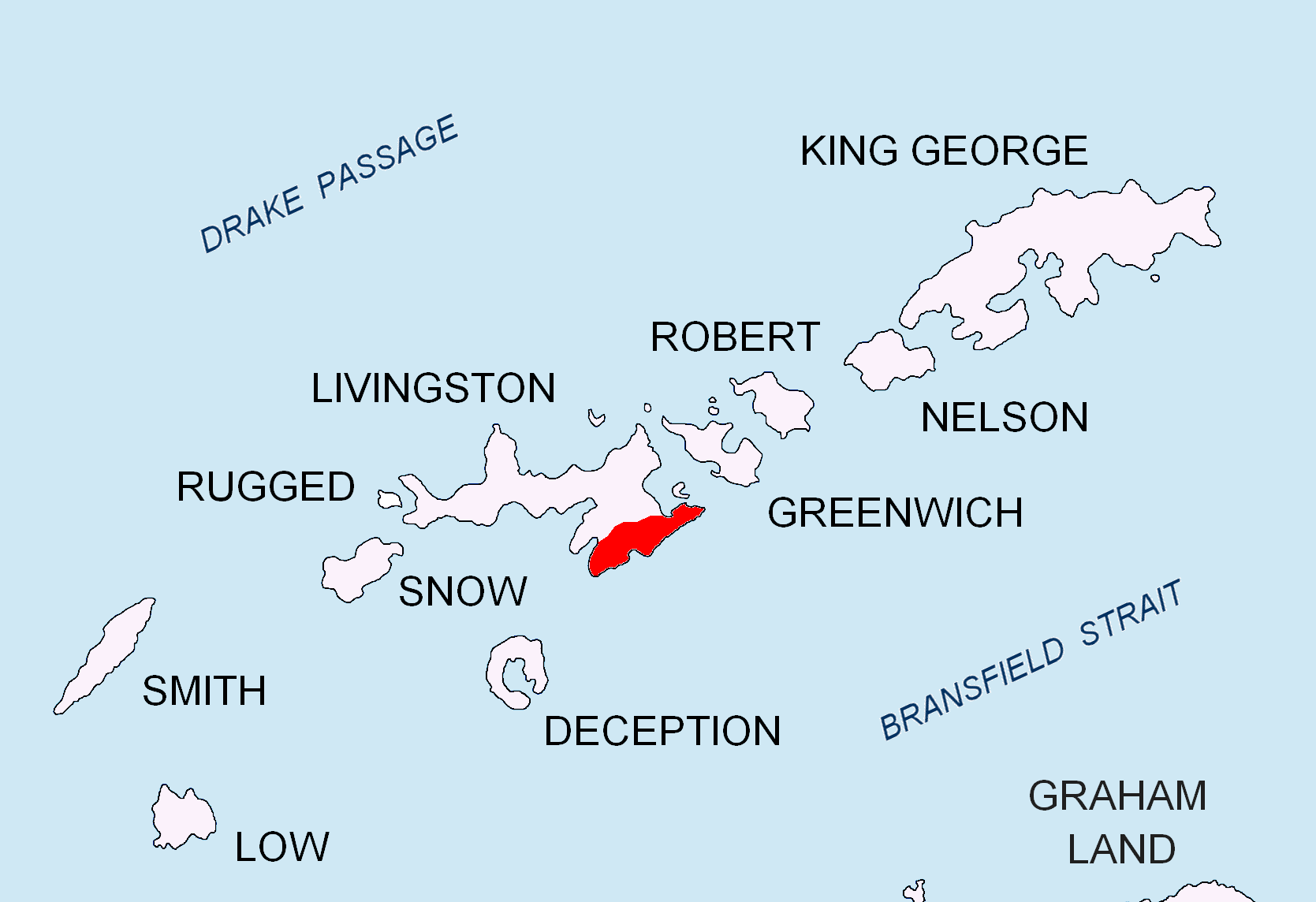
موقعیت کوه‌های تانگرا در جزیره لیوینگستون در جزایر شتلند جنوبی
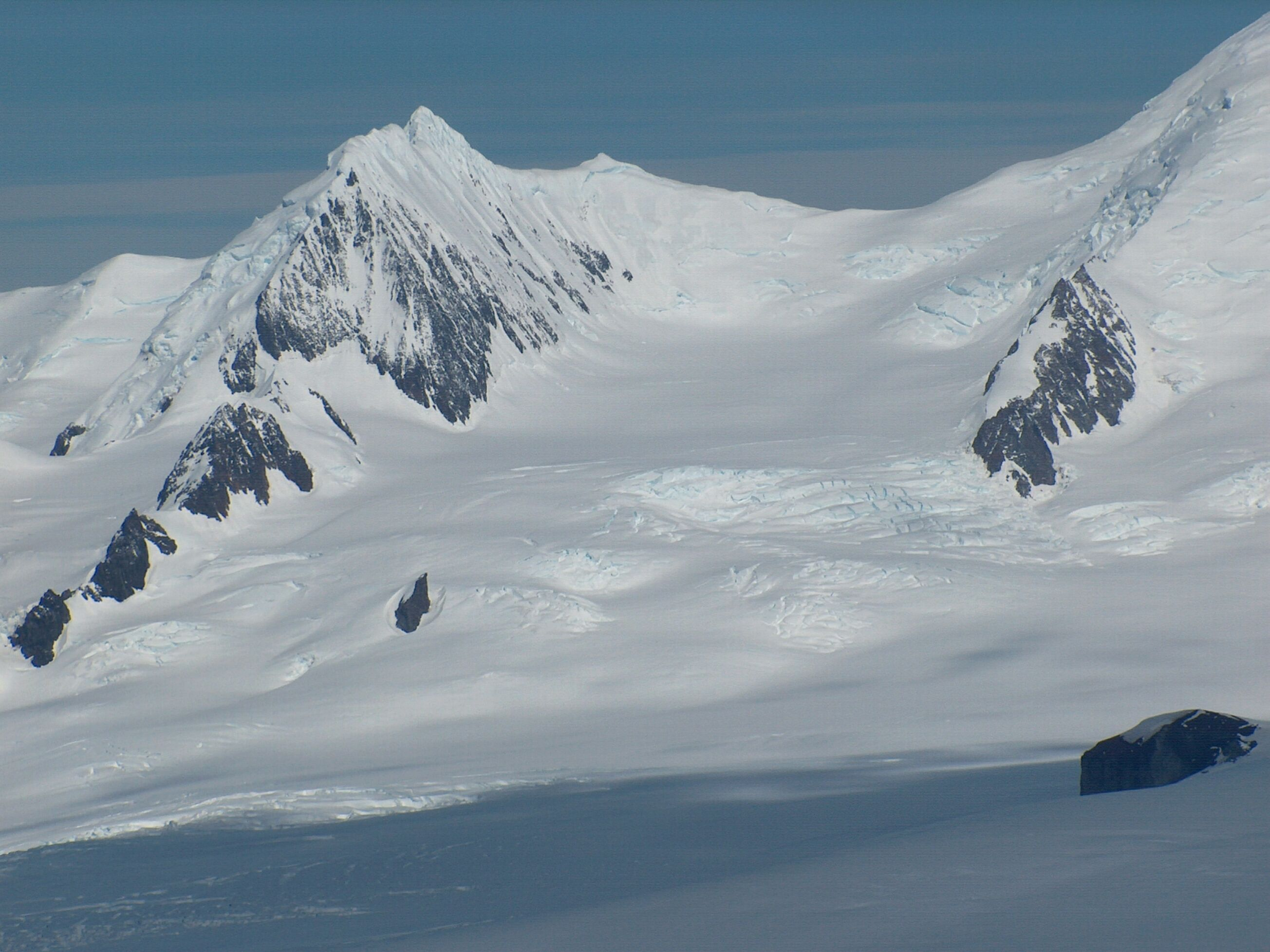
قله کلاه و دره Devnya از Zemen Knoll با زین ویتوشا در پس‌زمینه و صخره Zlatograd در پیش‌زمینه
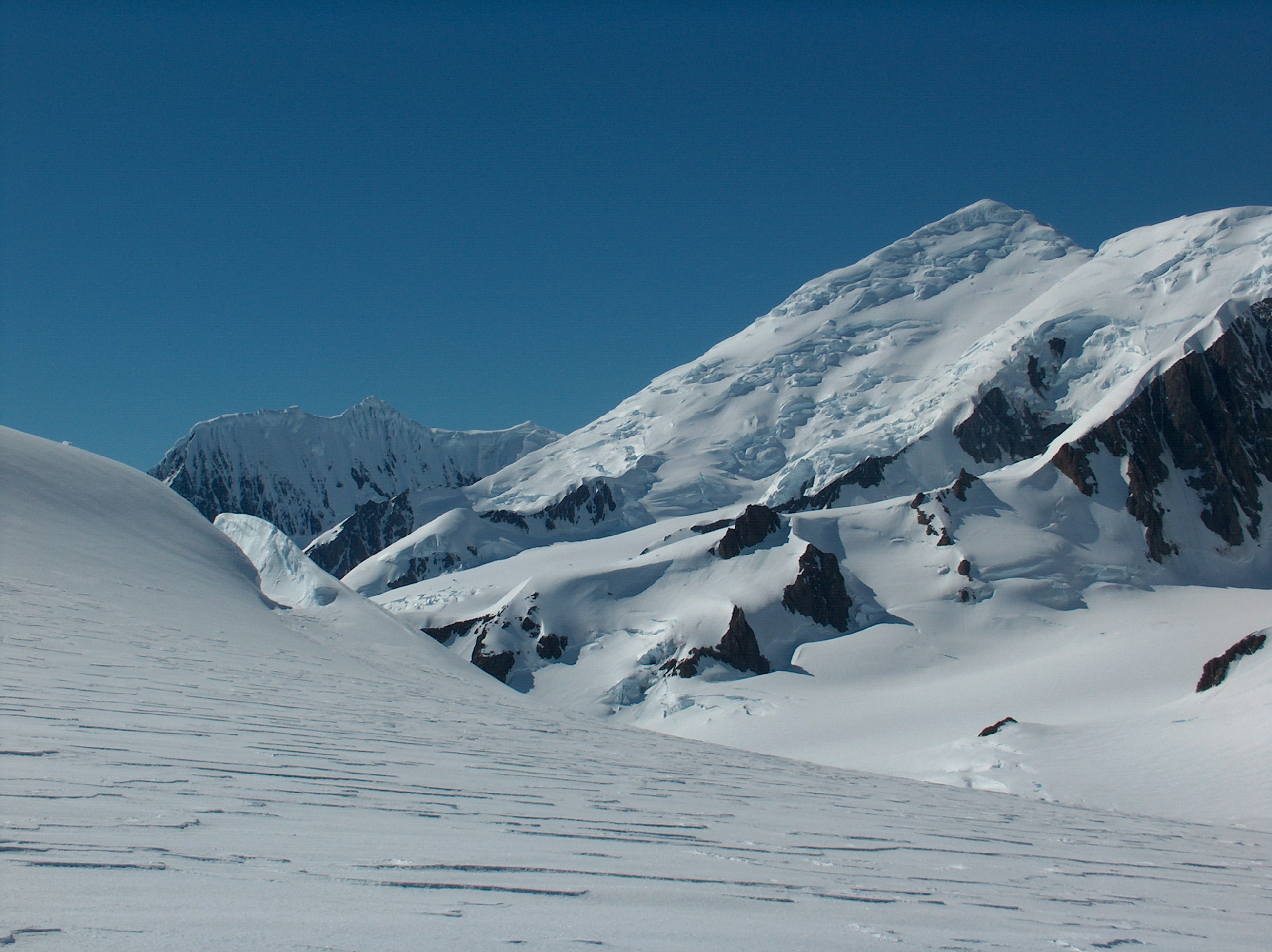
Helmet Peak (در پس زمینه سمت چپ) و Great Needle Peak از Kuzman Knoll
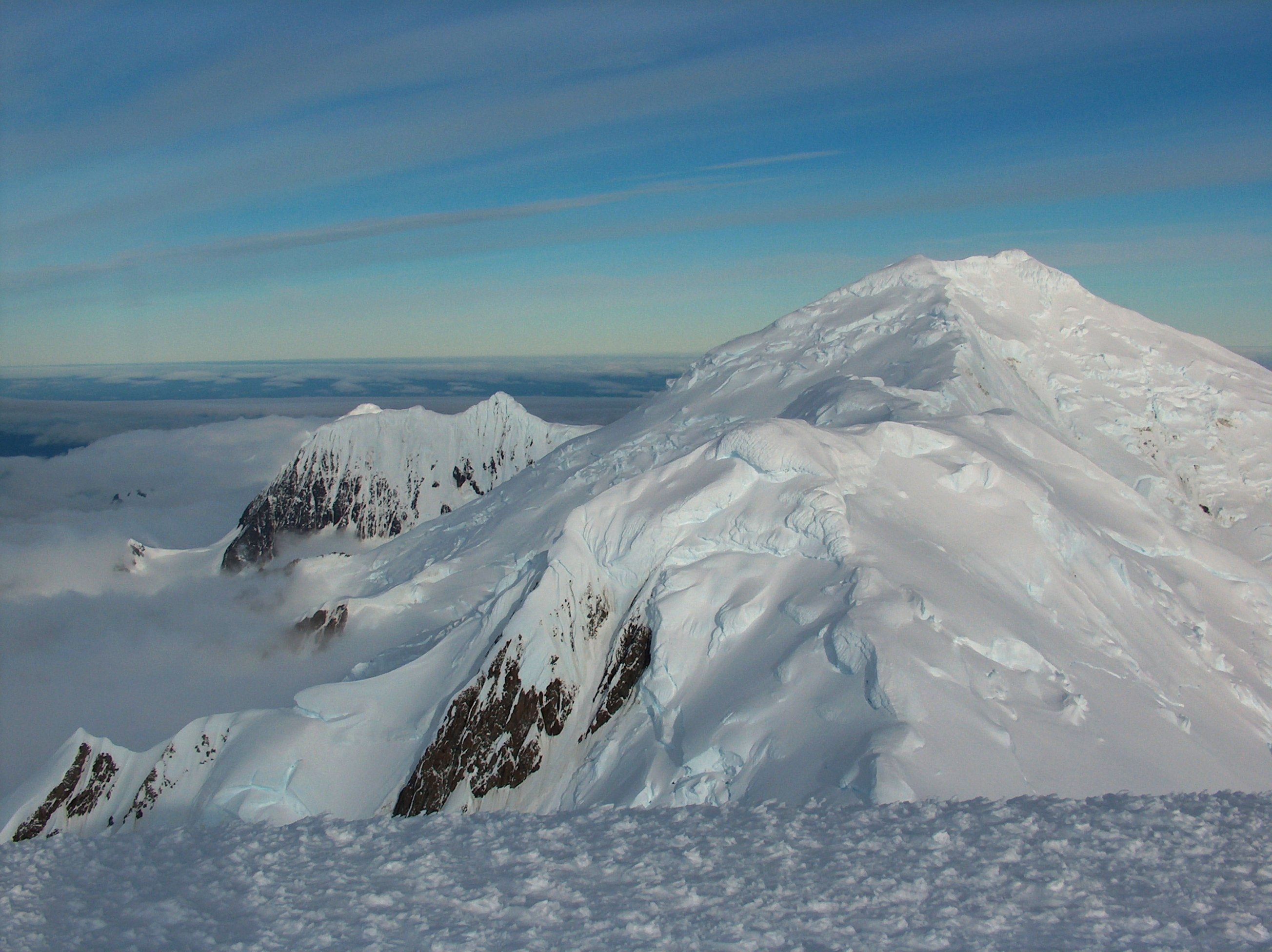
قله کلاه از قله لیاسکوتس با قله لوسکی ، کول سنت ایوان ریلسکی و قله گریت نیدل در سمت راست
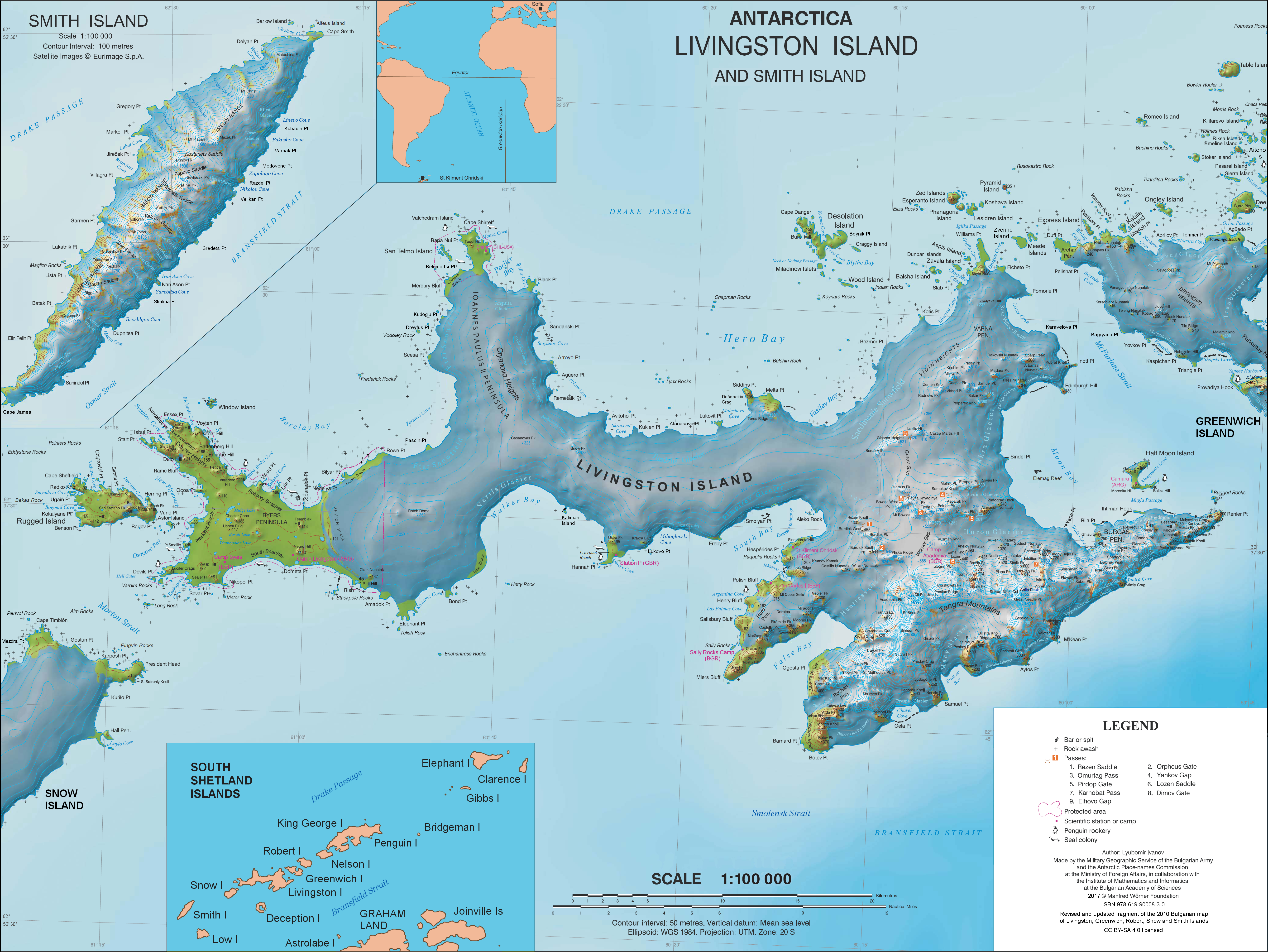
نقشه توپوگرافی جزیره لیوینگستون و جزیره اسمیت